# مثلث النمو إندونيسيا وتايلاند وماليزيا
مثلث النمو إندونيسيا وتايلاند وماليزيا (بالإندونيسية: Indonesia–Malaysia–Thailand Growth Triangle) بدأت كمحاولة مبكرة للتحرر الاقتصادي والتكامل في منظمة الآسيان. وقد أيدها رسميا الرئيس الإندونيسي سوهارتو ورئيس الوزراء الماليزي مهاتير محمد ورئيس وزراء تايلاند تشوان ليكباي في عام 1993.
مثلث النمو هو إطار استراتيجي للتعاون الاقتصادي الدولي بموافقة قادة الدول الثلاث لتطوير المنطقة في الجزء الجنوبي من تايلاند، وبعض مناطق ماليزيا (قدح، بيرليس، بيراك، بينانغ، سيلانغور، كيلانتان، ملقا، نيجري سيمبيلان) وبعض المناطق في إندونيسيا (آتشيه، شمال سومطرة، سومطرة الغربية، رياو، جامبي، بنجكولو، جزر رياو، بانجكا بيليتونج، لامبونغ) لتصبح "المنطقة الفرعية للتطوير المستمر والتقدم والثروة والسلام ونوعية الحياة "وفقًا لخريطة طريق مثلث النمو ومدتها خمس سنوات (2007-2011).
قام بنك التنمية الآسيوي في وقت لاحق بدراسة جدوى مفصلة وصياغة إطار التعاون. وخلصت الدراسة إلى أن مثلث النمو لديها إمكانات كبيرة لتحفيز التكامل الاقتصادي عبر الحدود في 6 مجالات ذات أولوية، وهي: تطوير البنية التحتية والزراعة ومصائد الأسماك والتجارة والسياحة وتطوير الموارد البشرية والخدمات المهنية.

## أهداف مثلث النمو
الهدف العام من مثلث النمو هو تسريع النمو الاقتصادي الذي يقوده القطاع الخاص في منطقة الدول الثلاث من خلال:
- زيادة التجارة والاستثمار من خلال استغلال التكامل الاقتصادي الأساسي والمزايا النسبية.
- زيادة الصادرات إلى بقية العالم من خلال تعزيز القدرة التنافسية للصادرات والاستثمار.
- زيادة رفاهية الناس من خلال خلق فرص عمل وتعليمية واجتماعية وثقافية في منطقة النمو.
- تشجيع القطاع الخاص على لعب دور قيادي، في حين أن القطاع العام يسهل ويدعم أكبر قدر ممكن هو تسريع النمو الاقتصادي الذي يقوده القطاع الخاص.